# Нові Юбері
Нові Юбері́ (рос. Новые Юбери) — присілок в Можгинському районі Удмуртії, Росія.
Урбаноніми:
- вулиці — Джерельна, Заставкова

## Населення
Населення — 25 осіб (2010; 26 в 2002).
Національний склад станом на 2002 рік:
- удмурти — 100 %